# Manga & Entertainment Expo und Mega Manga Convention
Die Manga & Entertainment Expo (MEX-Berlin) ist eine Anime-Conventions in Berlin, welche aus den Veranstaltungen AniMaCo und Mega Manga Convention (MMC-Berlin) hervorgegangen ist. Vor dem Zusammenschluss fanden die Veranstaltungen Ende Oktober oder Anfang November im Berliner Fontane-Haus statt und teilten sich jedes Jahr abwechselnd den gleichen Veranstaltungsort. Seit 2019 findet die MEX Berlin in der Messe Berlin statt. Seit 2023 findet die MMC wieder getrennt von der MEX im Fontane-Haus statt.

## Entwicklung
Nachdem die MMC zum ersten Mal Jahr 2002 und 2003 stattfand, kam es im Jahr 2004 zu einer Pause. Als Ersatz formierte sich die AniMaCo, die im Jahr 2004 erstmals im Fontane-Haus stattfand. Nach dem Erfolg der AniMaCo einigten sich die Veranstalter beider Conventions auf einen jährlichen Wechsel. Seitdem entwickelten sich die beiden voneinander getrennt und unabhängig organisierten Veranstaltungen weiter. Im Jahr 2018 gaben die Veranstalter der beiden Conventions während des Abschlussprogramms der AniMaCo 2018 bekannt, sich zusammenzuschließen. Statt der AniMaCo und der Mega Manga Convention wurde 2019 gemeinsam die Manga & Entertainment Expo (MEX-Berlin) veranstaltet. Veranstaltungsort wurde die Messe Berlin.
Im Jahr 2020 konnte wegen des Corona-Virus keine große Messe organisiert werden. Die MEX kehrte als MEX Light als eine der ersten Anime-Conventions unter den Hygieneauflagen zurück mit einer kleineren Ausgabe am alten Veranstaltungsort, dem Fontane-Haus. Ende 2021 teilten sich die Wege des MMC-Berlin e.V. und des Animaco e.V. wieder. Das Team des Animaco e.V. veranstaltet weiterhin die MEX. Das Team des MMC-Berlin e.V. widmet sich neuen Projekten und ließ im Jahr 2022 die Mega Manga Convention im Fontanehaus wieder auferstehen.

## Termine
| Jahr | Datum                          | Besucher            | Veranstalter            |
| ---- | ------------------------------ | ------------------- | ----------------------- |
| 2002 | 1. – 3. November               | ca. 1.000 Besucher  | MMC-Berlin e.V.         |
| 2003 | 31. Oktober – 2. November      | ca. 1.700 Besucher  | MMC-Berlin e.V.         |
| 2004 | 29. – 31. Oktober              | k. A.               | AniMaCo e.V.            |
| 2005 | 4. – 6. November               | ca. 2.800 Besucher  | MMC-Berlin e.V.         |
| 2006 | 3. – 5. November               | k. A.               | AniMaCo e.V.            |
| 2007 | 2. – 4. November               | ca. 4.900 Besucher  | MMC-Berlin e.V.         |
| 2008 | 31. Oktober – 2. November      | k. A.               | AniMaCo e.V.            |
| 2009 | 30. Oktober – 1. November      | ca. 6.800 Besucher  | MMC-Berlin e.V.         |
| 2010 | 29. – 31. Oktober              | k. A.               | AniMaCo e.V.            |
| 2011 | 21. – 23. Oktober              | ca. 8.000 Besucher  | MMC-Berlin e.V.         |
| 2012 | 2. – 4. November               | k. A.               | AniMaCo e.V.            |
| 2013 | 4. – 6. Oktober                | ca. 10.000 Besucher | MMC-Berlin e.V.         |
| 2014 | 24. – 26. Oktober              | k. A.               | AniMaCo e.V.            |
| 2015 | 23. – 25. Oktober              | ca. 12.600 Besucher | MMC-Berlin e.V.         |
| 2016 | 28. – 30. Oktober              | k. A.               | AniMaCo e.V.            |
| 2017 | 27. – 29. Oktober              | ca. 12.600 Besucher | MMC-Berlin e.V.         |
| 2018 | 26. – 28. Oktober              | ca. 11.000 Besucher | AniMaCo e.V.            |
| 2019 | 25. – 27. Oktober              |                     | MEX Veranstaltungs-GmbH |
| 2020 | 19. – 20. September: MEX Light |                     | MEX Veranstaltungs-GmbH |
| 2021 | 26. – 27. Juni: MEX Light      |                     | MEX Veranstaltungs-GmbH |
| 2021 | 22. – 24. Oktober              |                     | MEX Veranstaltungs-GmbH |
| 2022 | 21. – 23. Oktober              | ca. 17.000 Besucher | MEX Veranstaltungs-GmbH |
| 2023 | 28. – 29. Mai                  | ca. 3.000 Besucher  | MMC-Berlin e.V.         |
| 2023 | 20. – 22. Oktober              |                     | MEX Veranstaltungs-GmbH |
| 2024 | 18. – 20. Mai                  | ca. 3.800 Besucher  | MMC-Berlin e.V.         |
| 2024 | 25. – 27. Oktober              |                     | MEX Veranstaltungs-GmbH |
| 2025 | 11. – 13. April                | ca. 3.900 Besucher  | MMC-Berlin e.V.         |
| 2025 | 24. – 26. Oktober              |                     | MEX Veranstaltungs-GmbH |
| 2026 | 16. – 17. Mai                  |                     | MMC-Berlin e.V.         |

## Programm
Das Programm setzt sich unter anderem aus Showgruppen, Bring&Buy-Stand, Händlern, Spiele-Bereich, Zeichnern und Workshops zusammen. Neben Bühnen-Auftritten findet immer wieder ein Cosplay-Wettbewerb statt. Bekannte Gäste sind unter anderen der japanische Opernsänger Tōru Tanabe sowie Künstler und Synchronsprecher. So berichtete auch die Botschaft von Japan über die AniMaCo 2008. Dabei legte die AniMaCo einen Fokus auf ein Bühnenprogramm mit Musikern aus Japan, während die MMC japanische Gäste aus der Anime- und Manga-Szene einlud. Mit diesem Programm richtet sich die Convention vorrangig an ein Publikum im Alter von etwa 15 bis 25 Jahren.